# Elli Michler
Elli Michler (* 12. Februar 1923 in Würzburg; † 18. November 2014 in Heilbronn) war eine deutsche Lyrikerin.

## Leben
Ihr Vater war in einem kaufmännischen Beruf tätig. Nach der Auflösung der von ihr besuchten Klosterschule durch den Nationalsozialismus absolvierte sie ihr soziales Pflichtjahr. Kurz nach Beginn des Zweiten Weltkrieges wurde sie in einem Würzburger Industrieverband dienstverpflichtet. Jahre später half sie freiwillig beim Wiederaufbau des Würzburger Universitätsbetriebs mit. In dieser Zeit begegnete sie ihrem späteren Ehemann, der in Würzburg sein Studium wiederaufgenommen hatte. 1949 heirateten die beiden. 1951 schloss sie ihr Studium als Diplom-Volkswirtin ab. Nach der Geburt einer Tochter zog die Familie berufsbedingt nach Hessen und letztendlich nach Bad Homburg vor der Höhe.
Im März 2010 erhielt Elli Michler das Verdienstkreuz am Bande für ihr lyrisches Werk verliehen. In der Begründung des Bundespräsidenten heißt es: „Die Verleihung ist als Dank und Ansporn für den Rückhalt, den Sie vielen Lesern Ihrer Lyrik durch Ihre lebensbejahende Art geben, anzusehen.“
2023, im Jahr ihres 100. Geburtstags, wurde der Autorin besonders gedacht, vor allem in Bad Homburg, Heilbronn und in Würzburg, der Geburts- und Heimatstadt Elli Michlers, wo es nun eine Elli-Michler-Straße gibt.
Außerdem hat Siegfried Fietz ein Online-Konzert ausschließlich mit seinen Elli-Michler-Vertonungen gegeben und bei youtube eingestellt.
Und der BR hat das Leben Elli Michlers in einem Kurzfilm skizziert, der in den Mediatheken des BR und der ARD bis Mitte Mai 2024 anzusehen war.
Ich wünsche dir Zeit für dein Tun und dein Denken, nicht nur für dich selbst, sondern auch zum Verschenken.

## Werke
- Dir zugedacht 1989 (Wunschgedicht-Sammlung), ISBN 978-3-7698-0625-0.
- Ich wünsche dir ein frohes Fest – Gedichte und Geschichten zur Weihnachtszeit 1994, ISBN 978-3-7698-0786-8.
- Alles wandelt die Zeit 2002, ISBN 978-3-7698-1352-4.
- Danke für die Zeit zum Leben 2000, ISBN 978-3-7698-1258-9.
- Dein ist der Tag 1992, ISBN 978-3-7698-0705-9.
- Die Jahre wie die Wolken gehn 1987, ISBN 978-3-7698-0572-7.
- Die Liebe wird bleiben 2004, ISBN 3-7698-1481-9.
- Wie Blätter im Wind 1988, ISBN 3-7698-0772-3.
- Laß der Seele ihre Träume 1996, ISBN 3-7698-1001-5.
- Jeder Tag ist Brückenschlag 1998, ISBN 3-7698-1094-5.
- Für leisere Stunden 1994, ISBN 3-7698-0764-2.
- Im Vertrauen zu dir 1990, ISBN 3-7698-0646-8.
- Von der Kostbarkeit der Zeit 1995, ISBN 3-7698-0818-5.
- Meine Wünsche begleiten dich 1998, ISBN 3-7698-1133-X.
- Vom Glück des Schenkens 1990, ISBN 3-7698-0654-9.
- Erinnerst du dich? 1993, ISBN 3-7698-0739-1.
- Ich wünsche dir Zeit zum Glücklichsein 2006, ISBN 978-3-89915-362-0.
- Die Farben des Glücks 2009 DNB 991751388
- Dank 2006, ISBN 3-7698-1567-X.
- Hoffnung 2006 ISBN 3-7698-1558-0.
- Liebe 2006, ISBN 3-7698-1556-4.
- Vertrauen 2006, ISBN 3-7698-1557-2.
- Wandel 2006, ISBN 3-7698-1568-8.
- Zeit 2006, ISBN 3-7698-1566-1.
- Ich wünsche dir Zeit für ein glückliches Leben 2011, ISBN 978-3-7698-1876-5.
- Ich träum noch einmal vom Beginnen 2006, ISBN 3-7698-1605-6.
- Ich wünsche dir Zeit 2003, ISBN 3-7698-1409-6.
- Ich wünsche dir Zeit, zu dir selber zu finden 2016 Taschenbuch: ISBN 978-3-8367-1064-0.
- Das Glück, diese goldene Kugel,... 2017 Taschenbuch: ISBN 978-3-8367-1095-4.